# ついに解禁!超体感アトラクションDEKITA!
『ついに解禁!超体感アトラクションDEKITA!』（ついにかいきん!ちょうたいかんアトラクションデキタ!）は、TBS系列で2012年10月7日の21:00 - 22:48（JST）に放送された特別番組である。

## 概要
自転車に乗る、かかってきた電話を取るなど、日常的に誰もが当たり前にできる行動を極限まで進化させた番組特製アトラクションに、芸能人やアスリート、その道のプロらが挑戦。最高100万円の賞金獲得を目指す。

## 出演者

### MC
- タカアンドトシ

### 出演
- 池谷直樹
- 梶原雄太（キングコング）
- 加藤歩（ザブングル）
- 亀田興毅
- 亀田大毅
- 斉藤慎二（ジャングルポケット）
- 澤山璃奈
- 重盛さと美
- 庄司智春（品川庄司）
- 柴田英嗣（アンタッチャブル）
- 柴田理恵
- 関根勤
- 芹那
- 髙田延彦
- 瀧本美織
- 立石諒
- 坪倉由幸（我が家）
- なかやまきんに君
- 野村将希
- 春香クリスティーン
- ボビー・オロゴン
- 武蔵
- ワッキー（ペナルティ）
- KENCHI（EXILE）
- TETSUYA（EXILE）
- TKO（木本武宏・木下隆行）
- 飯尾和樹（ずん） - アトラクション導入部の映像に出演。

### 進行
- 田中みな実（当時TBSアナウンサー）

### 実況
- 高野貴裕（TBSアナウンサー）

### ナレーション
- 服部半蔵門

## アトラクション

### チャリンコインポッシブル
静岡県の田貫湖の上に敷かれた長さ250mのピアフロートで作られた特設コースを自転車に乗って渡る。ゴールまでたどり着いたら挑戦者に賞金100万円が、途中で落水してもクリアした障害のレベルに応じた賞金が、それぞれ贈られる。自転車の車輪が着水した場合や転落した場合はチャレンジ終了。『DOORS』で行われたアトラクション「ウォーターバイク」を元に障害物を加え、バージョンアップさせた。
エリア1「でこぼこ」（賞金10円）
高さ20cmのコブ4個を越える。
エリア2「シーソー」（賞金100円）
最大高さ75cmのシーソーの上を通過する。
エリア3「S字カーブ」（賞金1000円）
全長30m。
エリア4「クランク」（賞金5000円）
2回折れ曲がる、90度直角カーブ。
エリア5「ドラム缶」（賞金10000円）
前半の3個は間隔1.1m、後半の3個は間隔2.0mのドラム缶の上を飛び越える。
エリア6「鉄パイプ橋」（賞金100万円）
幅5cm・長さ8mの、鉄パイプでできた一本橋を渡る。

### もしもしインポッシブル
タカが任意のタイミングでかけてきた電話を、後ろに控える数十人のテレフォンアポインターよりも早く取る。テレフォンアポインターより先に受話器を取っていればタカの声が聞こえて、クリアとなる。「ザ!鉄腕!DASH!!」（日本テレビ系）で行われたTOKIOvs東山紀之の電話早取り対決を、番組用にアレンジしている。
3段階に分かれており（レベル1→10人、レベル2→30人、レベル3→100人）、レベル1クリアで賞金10円、レベル2クリアで賞金100円、レベル3クリアで賞金100万円。

### 着がえインポッシブル
高さ5m・直径20cmの台の上で、ハンガーに吊るされたタートルネック・靴下・ズボンの3点を取って、着用する。途中で落下したり制限時間3分を経過したら、チャレンジ終了。
制限時間3分以内に3点全て着用できれば賞金100万円、2点着用できれば賞金100円、1点着用できれば賞金10円。

### つり革インポッシブル
群馬県上毛線を走る2両編成の電車を貸し切って実施。
運転中の車内をつり革でぶら下がりながら、2車両分の長さのコースを走破する。ただし途中で床に足が着いたり、足を使って休んだ場合は、チャレンジ終了。
第1エリア（賞金10円）
11個のつり革を全て使って進む。
第2エリア（賞金100円）
使用不可のつり革を掴まないように、1個ずつ飛ばして進む。
第3エリア3（賞金1000円）
使用不可のつり革を掴まないように、2個ずつ飛ばして進む。
第4エリア4（賞金5000円）
満席まで座っている乗客を避けて進む。
第5エリア（賞金10000円）
座席で話している乗客を避けるように、一旦逆側に迂回して進む。
第6エリア（賞金100万円）
左右計6個のつり革を左右交互に移りながら進む。更にラスト1個は、掴める幅が指3本分のミニつり革になっている。

### 影ふみインポッシブル
上から流れてくる3種類の、物体のスピードを再現したLED映像を踏む。『関口宏の東京フレンドパーク2』で行われていた「フラッシュザウルス」を1人用に変え、難易度を上げたアトラクション。
3カウントの後流れてきた映像を、高台のジャンプ台から跳び下り、枠内に映像を半分以上捉えている状態で着地する。
3段階に分かれており（レベル1→ウサイン・ボルトのスピードと同じ時速37km、レベル2→本マグロのスピードと同じ時速80km、レベル3→新幹線のぞみのスピードと同じ時速270km）、レベル1クリアで賞金10円、レベル2クリアで賞金100円、レベル3クリアで賞金100万円。

## ネット局と放送時間
| 放送対象地域   | 放送局                    | 系列    | 放送日時                    | 遅れ日数   |
| -------------- | ------------------------- | ------- | --------------------------- | ---------- |
| 関東広域圏     | TBSテレビ（TBS）          | TBS系列 | 2012年10月7日 21:00 - 22:48 | 制作局     |
| 北海道         | 北海道放送（HBC）         | TBS系列 | 2012年10月7日 21:00 - 22:48 | 同時ネット |
| 青森県         | 青森テレビ（ATV）         | TBS系列 | 2012年10月7日 21:00 - 22:48 | 同時ネット |
| 岩手県         | IBC岩手放送（IBC）        | TBS系列 | 2012年10月7日 21:00 - 22:48 | 同時ネット |
| 宮城県         | 東北放送（TBC）           | TBS系列 | 2012年10月7日 21:00 - 22:48 | 同時ネット |
| 山形県         | テレビユー山形（TUY）     | TBS系列 | 2012年10月7日 21:00 - 22:48 | 同時ネット |
| 福島県         | テレビユー福島（TUF）     | TBS系列 | 2012年10月7日 21:00 - 22:48 | 同時ネット |
| 山梨県         | テレビ山梨（UTY）         | TBS系列 | 2012年10月7日 21:00 - 22:48 | 同時ネット |
| 新潟県         | 新潟放送（BSN）           | TBS系列 | 2012年10月7日 21:00 - 22:48 | 同時ネット |
| 長野県         | 信越放送（SBC）           | TBS系列 | 2012年10月7日 21:00 - 22:48 | 同時ネット |
| 静岡県         | 静岡放送（SBS）           | TBS系列 | 2012年10月7日 21:00 - 22:48 | 同時ネット |
| 富山県         | チューリップテレビ（TUT） | TBS系列 | 2012年10月7日 21:00 - 22:48 | 同時ネット |
| 石川県         | 北陸放送（MRO）           | TBS系列 | 2012年10月7日 21:00 - 22:48 | 同時ネット |
| 中京広域圏     | 中部日本放送（CBC）       | TBS系列 | 2012年10月7日 21:00 - 22:48 | 同時ネット |
| 近畿広域圏     | 毎日放送（MBS）           | TBS系列 | 2012年10月7日 21:00 - 22:48 | 同時ネット |
| 鳥取県・島根県 | 山陰放送（BSS）           | TBS系列 | 2012年10月7日 21:00 - 22:48 | 同時ネット |
| 岡山県・香川県 | 山陽放送（RSK）           | TBS系列 | 2012年10月7日 21:00 - 22:48 | 同時ネット |
| 広島県         | 中国放送（RCC）           | TBS系列 | 2012年10月7日 21:00 - 22:48 | 同時ネット |
| 山口県         | テレビ山口（tys）         | TBS系列 | 2012年10月7日 21:00 - 22:48 | 同時ネット |
| 愛媛県         | あいテレビ（ITV）         | TBS系列 | 2012年10月7日 21:00 - 22:48 | 同時ネット |
| 高知県         | テレビ高知（KUTV）        | TBS系列 | 2012年10月7日 21:00 - 22:48 | 同時ネット |
| 福岡県         | RKB毎日放送（RKB）        | TBS系列 | 2012年10月7日 21:00 - 22:48 | 同時ネット |
| 長崎県         | 長崎放送（NBC）           | TBS系列 | 2012年10月7日 21:00 - 22:48 | 同時ネット |
| 熊本県         | 熊本放送（RKK）           | TBS系列 | 2012年10月7日 21:00 - 22:48 | 同時ネット |
| 大分県         | 大分放送（OBS）           | TBS系列 | 2012年10月7日 21:00 - 22:48 | 同時ネット |
| 宮崎県         | 宮崎放送（MRT）           | TBS系列 | 2012年10月7日 21:00 - 22:48 | 同時ネット |
| 鹿児島県       | 南日本放送（MBC）         | TBS系列 | 2012年10月7日 21:00 - 22:48 | 同時ネット |
| 沖縄県         | 琉球放送（RBC）           | TBS系列 | 2012年10月7日 21:00 - 22:48 | 同時ネット |

## スタッフ
- 構成：堀田延、加藤淳一郎／太田光洋、海老根豊、藤原昭彦、石原大二郎、河口ワタル、西村隆志、奥田泰
- ディレクター：斉藤哲夫、小林啓之、大塚真史、杉山貴久、平元克二、阿部義彦、宮森英生
- マネージメントプロデューサー：小谷和彦
- 総合演出：中村秀樹
- プロデューサー：片山剛、木田将也、乾雅人、福浦与一、野澤尚弘、成瀬広靖
- 制作協力：IVSテレビ制作、FOLCOM.
- 製作著作：TBS